# V344 Андромеды
V344 Андромеды (лат. V344 Andromedae), HD 691 — одиночная переменная звезда в созвездии Андромеды на расстоянии приблизительно 112 световых лет (около 34 парсеков) от Солнца. Видимая звёздная величина звезды — от +7,99m до +7,95m.

## Характеристики
V344 Андромеды — оранжевый карлик, вращающаяся переменная звезда типа BY Дракона (BY) спектрального класса K0V или G5. Масса — около 1 солнечной, радиус — около 0,9 солнечного, светимость — около 0,711 солнечной. Эффективная температура — около 5489 K.

## Планетная система
В 2019 году учёными, анализирующими данные проектов HIPPARCOS и Gaia, у звезды обнаружена планета.